# Jaroslav Otčenášek
Jaroslav Otčenášek (13. května 1909, Praha – 8. srpna 1972 Třebotov) byl český malíř a pedagog, člen výtvarné Skupiny 58, držitel titulu zasloužilý umělec (z roku 1967).

## Život
Na dráhu výtvarníka se rodák z pražského Vyšehradu vydal až s blížícími se třicátinami. Po maturitě totiž absolvoval učitelský kurs, po němž nastoupil do školy ve Vodňanech. Po dvouleté vojenské službě pracoval v Památníku osvobození v Praze na vytváření plastických map. Výtvarné umění studoval od roku 1937 na fakultě při ČVUT, kde byl žákem Cyrila Boudy, Františka Blažíčka a Karla Pokorného. Studia přerušená válkou ukončil v roce 1945. Dožil se jen 63 let, zemřel na srdeční selhání uprostřed práce na cyklu Jižní Čechy. Byl pohřben na Vyšehradském hřbitově.

## Dílo
Od žánrové malby s převahou městských motivů dospěl k robustní krajinomalbě inspirované především jihočeskou krajinou. První samostatnou výstavu měl v roce 1956 v Alšově síni Umělecké besedy v Praze, později vystavoval i na dalších místech. Od roku 1958 byl členem tvůrčí Skupiny 58 (Josef Brož, Jan Černý, Jaroslav Grus, Karel Hladík, Antonín Kalvoda, Josef Liesler, Josef Malejovský, Václav Vojtěch Novák, Jaroslav Otčenášek, Jan Smetana, Alois Sopr, Vojtěch Tittelbach, Jindřich Wielgus, Richard Wiesner), se kterou se zúčastnil řady společných výstav.
V publikaci k výstavě v Malé Skále (1977) shrnul Otčenáškovo dílo kunsthistorik Jiří Šetlík: „Obrazy Jaroslava Otčenáška organicky vrostly do vývojových souvislostí českého moderního krajinářství. Obohatil jejich řadu vysokým stupněm malířské citlivosti, neotřelým pohledem na krajinu jako scénu velké radosti života, jako barevně kultivovaný a přesvědčivý záznam o souvislostech člověka a přírody, krajiny venkova a města, jako oslavu živné půdy, měnlivých vod a lidské práce. Tak se dílo Jaroslava Otčenáška nenápadně, ale natrvalo vřadilo mezi hodnoty našeho novodobého umění.“

## Soutěž na výzdobu Národního divadla
V roce 1952 získal druhou cenu v soutěži na výtvarnou výzdobu malého foyeru Národního divadla v Praze. Zvítězil Vincenc Beneš. „Jaroslav Otčenášek je největším kladem soutěže s hlediska vývoje našeho nového umění. ... Nalezl nový pohled na Vyšehrad, více dnešní, sepjatý s městem. Odmítl mařákovskou siluetu a zobrazil památnou horu v civilní podobě, s Prahou za zády jako motiv dnešní, současný, bez falešného pathosu a konvenčních kulis,“ napsal Miroslav Lamač v dobové recenzi do časopisu Výtvarná práce.

## Sedmilháři
V 60. letech Jaroslav Otčenášek vystupoval v populárním rozhlasovém a později i televizním pořadu Sedmilháři. U vyprávění zábavných historek se scházel s dalšími znamenitými vyprávěči. Základní tým Sedmilhářů vedle Otčenáška tvořili spisovatelé Zdeněk Jirotka s Jindřiškou Smetanovou a scenáristé František Vlček a Ivan Osvald. Vyprávění vyšlo i knižně, roku 1969 pod názvem Sedmilháři, roku 1994 pod novým názvem Velká kniha sedmilhářů.

## Práce v uměleckých svazech
V roce 1943 vstoupil do Syndikátu výtvarných umělců a v různých uměleckých svazech aktivně pracoval během celého života. Po založení Českého fondu výtvarných umění v roce 1954 se stal jeho prvním předsedou. Po skončení tříletého funkčního období ve fondu pokračoval jako člen výboru.
Ve složitých časech po okupaci Československa se stal v dubnu 1969 předsedou Svazu českých výtvarných umělců. Nové vedení se však nikdy nedočkalo oficiálního uznání komunistickým režimem. Stát žádal veřejné distancování se od předchozího vedení svazu, požadoval čistky, usiloval o to, aby všichni příslušníci uměleckých svazů deklarovali podporu normalizační politice a hrozil ekonomickými postihy ve formě odepření dotací. Otčenáškovo vedení SČVU pod tímto tlakem v dubnu 1970 rezignovalo.